# 김병하
김병하(金炳河, 1962년 12월 10일 ~ )은 대한민국의 제8대 경상북도 영천시의원이다.

## 학력
- 금호국민학교 졸업
- 금호중학교 졸업
- 청구고등학교 졸업
- 영남대학교 영어영문학과 졸업

## 경력
- 금호읍 청년회 교육분과 이사
- 영천시 학교운영위원회장협의회 부회장
- 금호초등학교 학교운영위원장
- 경제정의실천연합 영천시 상임집행위원장
- 영남대학교 영천병원 유치(농민회, 민노총과 연대)
- 영남대학교 민주동문회 창립회원
- 제19대 대통령 선거 더불어민주당 경북도당 영천시 조직국장
- 더불어민주당 경북도당 농업정책특별위원장
- 금호읍체육회 부회장
- 민주평화통일자문회의 영천시협의회장
- 2018.07 ~ 2021.01 제8대 경상북도 영천시의회 의원
- 2018.07 ~ 2020.07 제8대 경상북도 영천시의회 전반기 총무위원회 위원
- 2018.07 ~ 2020.07 제8대 경상북도 영천시의회 전반기 의회운영위원회 위원장
- 2020.07 ~ 2021.01 제8대 경상북도 영천시의회 후반기 산업건설위원회 위원
- 2020.07 ~ 2021.01 제8대 경상북도 영천시의회 후반기 의회운영위원회 위원

## 도로교통법 위반
김병하 의원은 2020년 5월 25일 음주운전을 하다가 음주단속을하는 것을 보고 도주하다가 경찰에 붙잡힌 후 음주운전 적발이 되어 도로교통법 위반으로 재판에 넘겨진 이후 2021년 1월 29일 대법원에서 징역 1년에 집행유예 2년 형이 확정되어 의원직이 상실되었으나 코로나19를 이유로 재보궐 선거를 치르지 않기로 결정했다.

## 역대 선거 결과
|  | 12.80% |

|  | 13.72% |